# Santa Maria del Mar
|  | Per a altres significats, vegeu «Santa Maria del Mar (desambiguació)». |

Santa Maria del Mar (tradicionalment de la Mar) és una església gòtica al barri de la Ribera de Barcelona, declarada bé cultural d'interès nacional.

## Història
Estudis recents de l'historiadora Jordina Sales han permès de sostenir la hipòtesi que la Barcelona romana disposava d'una arena o amfiteatre en aquest indret.
El 998 es documenta l'església de Santa Maria de les Arenes, construïda sobre una necròpolis paleocristiana dels segles iv-vi, que suposa l'existència d'un primer temple, on la tradició ubica la troballa de les relíquies de santa Eulàlia de Barcelona pel bisbe Frodoí el 887. Durant les excavacions del 1966, s'hi van trobar un total de 102 enterraments excavats en sorres i distribuïts en diverses orientacions, amb predomini de la nord-oest a sud-oest. Es presentaven en forma de tègula (caixes o en cobertes de doble vessant), àmfores, i alguns en caixes de fusta, que ja havien desaparegut però de les quals es conservaven restes de fustes carbonitzades i de claus. Per damunt es va documentar un estrat de terra argilosa que semblava cobrir la necròpolis a modus de túmul.
El 1005 apareix el nom de Santa Maria del Mar, i quatre anys després apareix com a parròquia de la Vilanova de la Mar, barri extramurs en expansió, habitat per armadors, mercaders i descarregadors del port (els bastaixos). El 1966 es van trobar algunes restes d'aquest temple: una paret orientada en sentit transversal al presbiteri de 12,75 m de longitud i una amplada de 0,55 m feta amb carreus de mida desigual en fileres horitzontals, i la part més ampla amb obra de maçoneria i pedres esculpides aprofitades d'altres obres. Al centre s'obria un portal d'1,27 m d'ample amb muntants de pedra i un esglaó, i en una altra zona existia part d'un arc de mig punt, tapiat en una reforma posterior.
El 2 de març del 1329, Ramon Despuig i Berenguer de Montagut signaren el contracte de les obres i la primera pedra del temple gòtic fou col·locada el 25 de març pel rei Alfons el Benigne, com diuen les làpides del portal de les Moreres. Un fet destacable, que encara perdura, és que s'establí que l'obra hauria de pertànyer exclusivament als feligresos, únics responsables materials del temple. Sembla que en la construcció participà activament tota la població de la Ribera, ja que ells van ser qui la van sufragar, bé amb els seus diners o bé amb el seu treball. Aquest fet està en clara contraposició a la Catedral de Barcelona que per aquelles mateixes dates també s'estava construint i que estava associada a la monarquia, a la noblesa i a l'alt clergat. Cal destacar la intervenció, especialment, dels descarregadors del moll de la Ribera, anomenats bastaixos, els quals portaven les enormes pedres destinades a la construcció de l'església des de la pedrera reial de Montjuïc i des de les platges, on hi havia els vaixells que les havien portat a Barcelona. Carregaven les pedres una a una a l'esquena, fins a la mateixa plaça del Born. L'església homenatja els bastaixos que van ajudar a construir-la representant-los en els capitells i en els repussats de bronze de les portes.
Els murs, les capelles laterals i la façana estaven enllestits pels volts del 1360. L'any 1368 el rei Pere el Cerimoniós autoritza l'extracció de pedra de Montjuïc, i posteriorment faria de fiador d'emprèstits. El 1379, a punt d'acabar-se el quart tram de les voltes s'incendià la bastida i les pedres sofriren importants danys. Finalment, el 3 de novembre de 1383 es col·locà la darrera clau de volta i el 15 d'agost de l'any següent s'hi celebrava la primera missa.
El terratrèmol de 1428 provocà l'esfondrament de la rosassa i una trentena de morts per caiguda de pedres. Aviat, però, es firmà un contracte amb els mestres de cases Pere Joan, Andreu Escuder, Bernat Nadal i Bartomeu Mas per construir-ne una de nova, flamígera, que quedà acabada el 1459 i un any després s'acabaren d'instal·lar els vidres, obra d'Antoine de Lonhy.
L'1 d'agost del 1708 es casaren a Santa Maria de la Mar l'Arxiduc Carles i Elisabet Cristina de Brunsvic-Wolfenbüttel.
De les dues torres que flanquegen la façana, la de ponent data del 1496, quan l'acabà Pere Oliva. La torre de llevant no es coronà fins al 1902, però des delz 1674 havia servit de torre del rellotge. El projecte de l'altar barroc i del presbiteri és de l'any 1771, obra del fuster Deodat Casanovas amb l'escultura de Salvador Gurri. Entre el 1833 i el 1834 s'edificà la capella del Santíssim, obra de l'arquitecte Francesc Vila.
El 1923, el papa Pius XI li concedí el títol de basílica menor, la tercera de Barcelona després de la Catedral i la basílica de la Mercè. El 1931 fou declarada monument historicoartístic, i el 19 i 20 de juliol del 1936, va ser incendiada i es va destruir tota la decoració interior, que ja havia sofert danys durant el setge de 1713-1714, igual que les voltes.
La restauració va començar l'any 1966 i s'hi va construir un nou presbiteri, amb un altar major que substituïa l'anterior barroc, destruït el 1936, i una cripta. A l'extrem sud-oest de l'excavació s'estenien diverses sepultures construïdes amb parets de pedres i maçoneria dels segles xvii-xviii. Aquestes havien estat netejades de despulles i desproveïdes de les seves làpides en el moment de construir el nou presbiteri. També hi havien dos grans pilars fets de morter de calç i pedra, un dels quals va servir de fonamentació de l'altar major.
Entre els anys 1980 i 1990, la Generalitat de Catalunya va restaurar cobertes, vitralls i claus de volta.

## Arquitectura
Vist des de l'exterior, el temple presenta un aspecte massís i robust, que no tradueix el que trobarem a l'interior. El predomini de les línies horitzontals i dels panys de paret sense grans obertures ni decoracions és absolut. Contínuament se subratlla l'horitzontalitat, marcant-la amb motllures, cornises i superfícies planes, com si es volgués evitar una excessiva sensació d'enlairament (malgrat ser un edifici en realitat força alt). Globalment l'edifici forma un bloc compacte, sense els panys de paret a diferents profunditats (només les corresponents a les naus) típics del gòtic europeu. Això fa que la il·luminació sigui sempre molt plana, allunyada dels jocs de llum i ombra que es poden produir en altres esglésies.

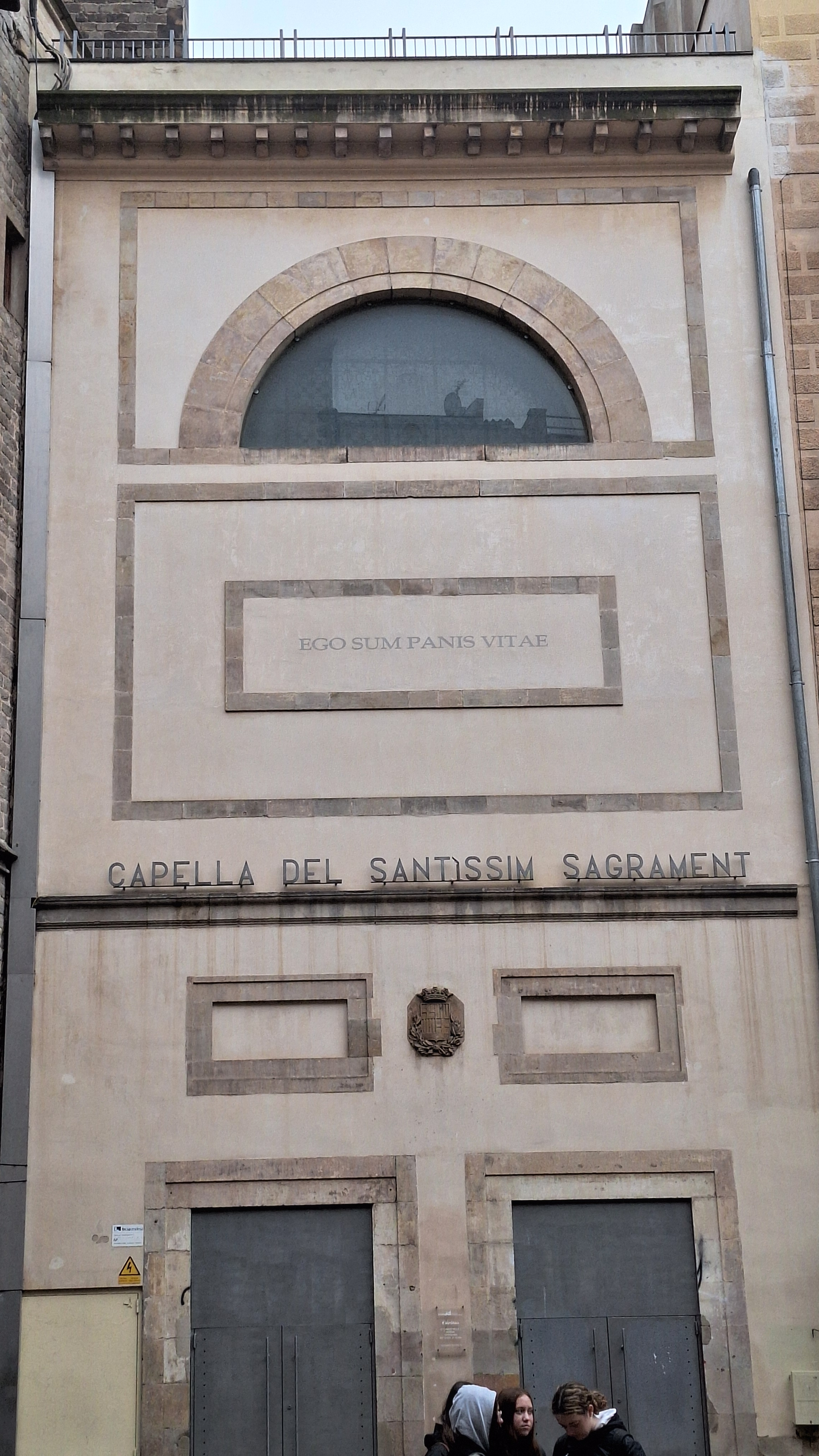
Capella del Santíssim

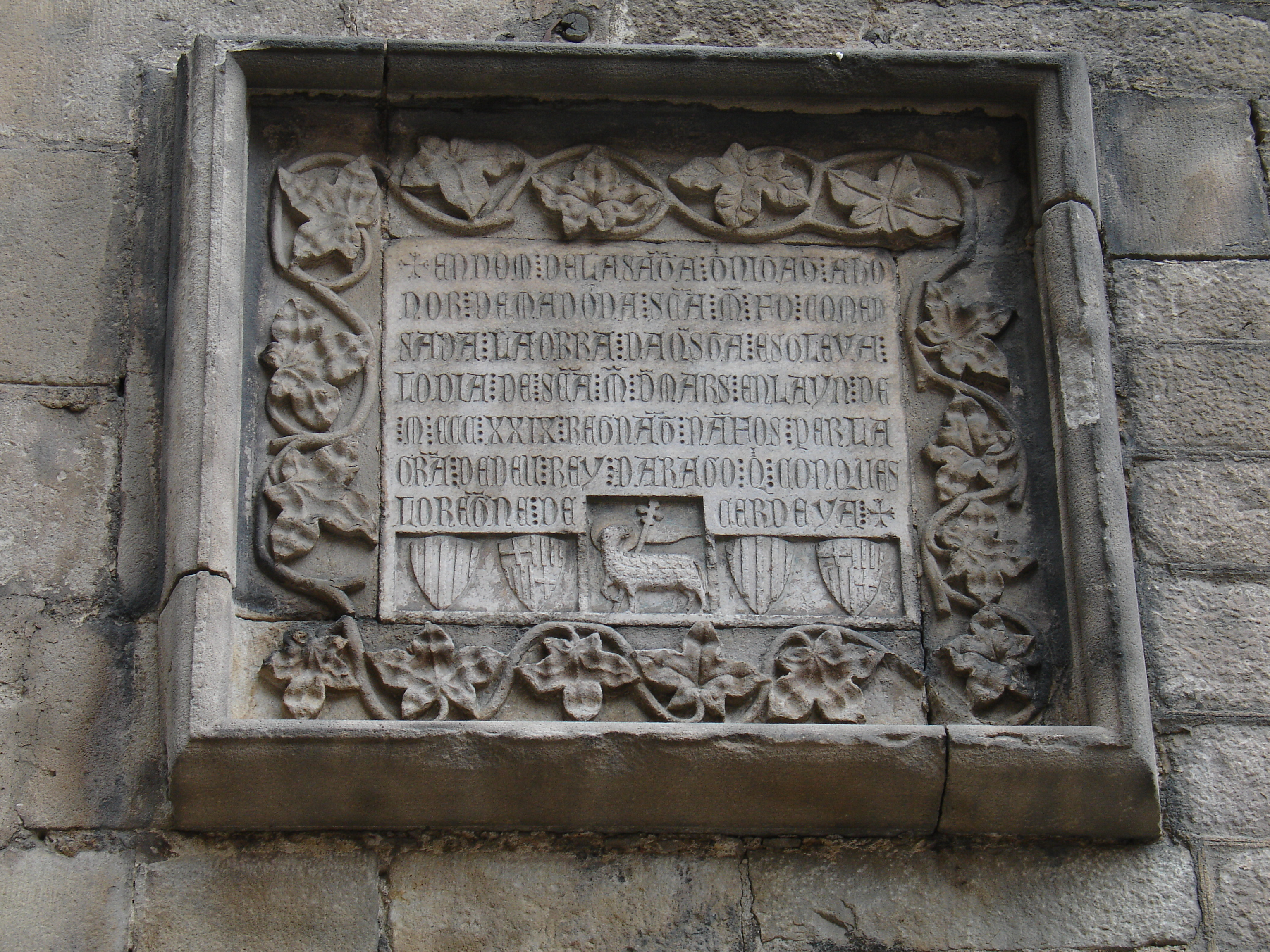
Làpida commemorativa de la construcció

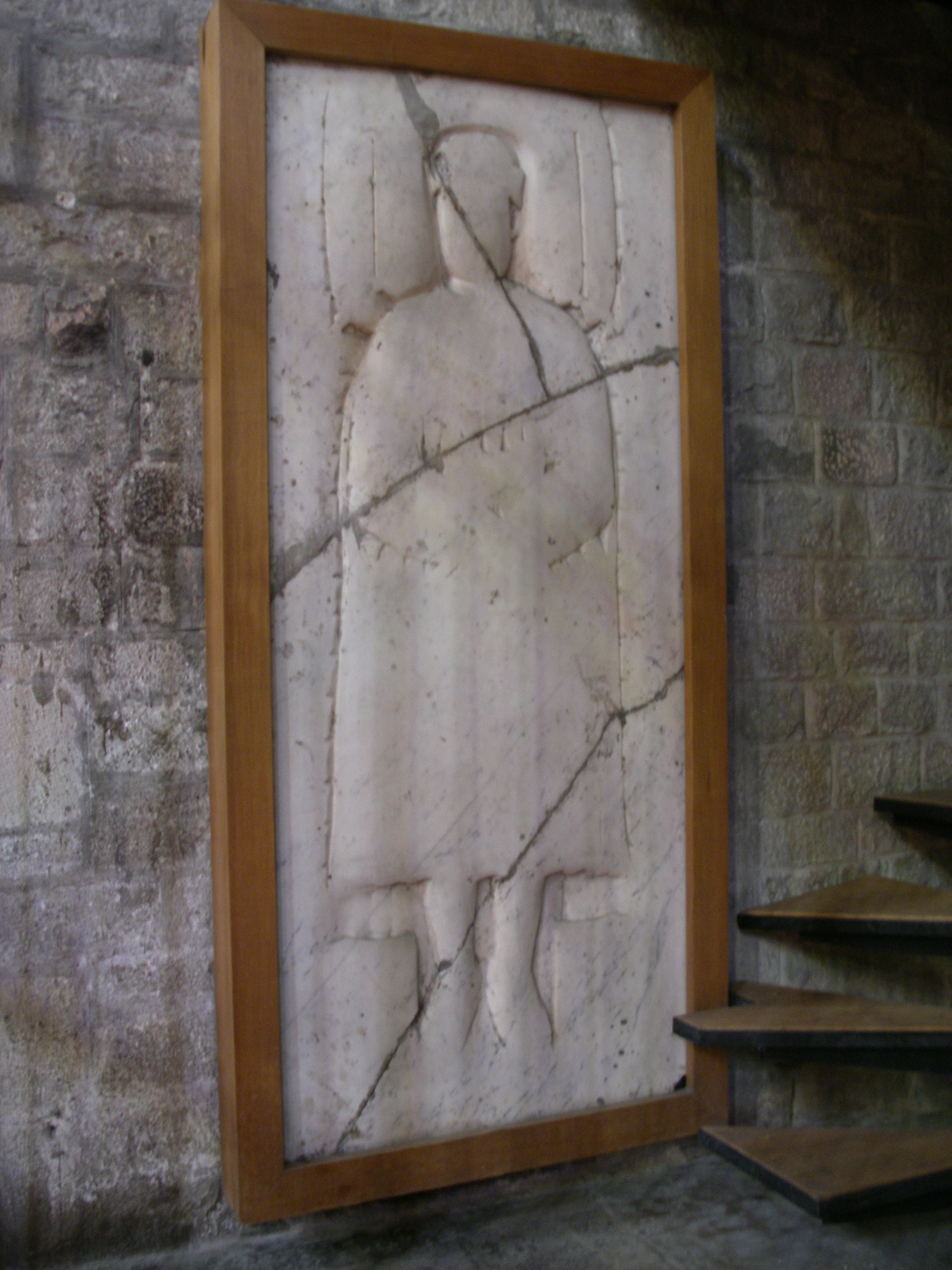
Lauda de Pere de Portugal

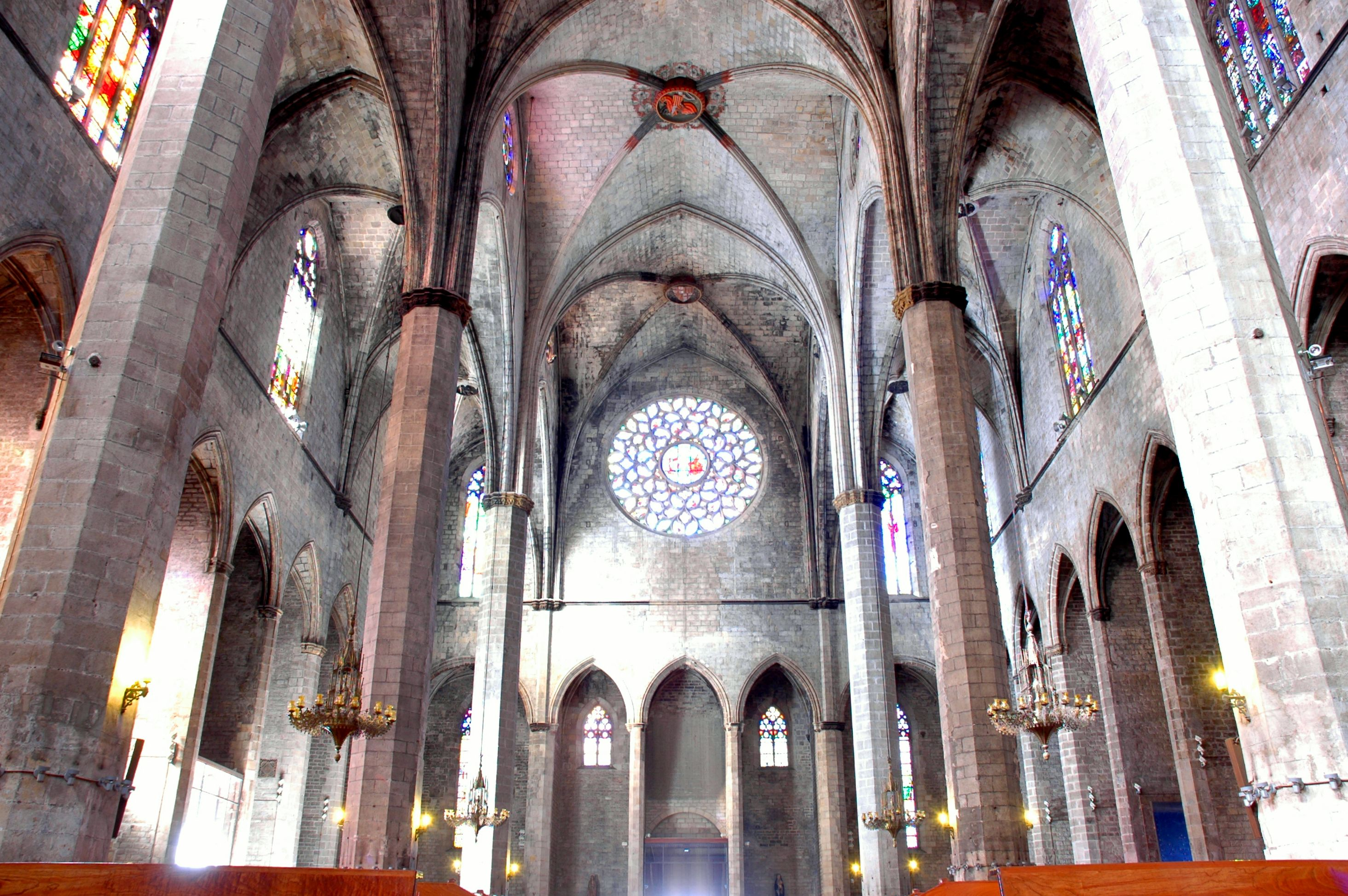
Interior en direcció als peus i la rosassa

La façana principal queda ritmada per les dues torres octogonals (forma que es repetirà a les columnes de l'interior) i els dos poderosos contraforts que emmarquen la rosassa i tradueixen l'amplada de la volta interior. Horitzontalment podem veure-hi dos trams, clarament marcats per les motllures i els terrats, mentre que a les torres l'horitzontalitat queda subratllada una vegada més pels terrats en comptes de pinacles o agulles. El tram inferior queda centrat pel pòrtic i el superior per la rosassa, amb els dos finestrals que l'acompanyen entre els contraforts i les torres.
L'austeritat general és encara més manifesta als laterals, formats per una paret plana sense decoració que tanca l'espai entre els contraforts i permet la presència de capelles interiors. La concepció és doncs molt diferent de la gracilitat dels arcbotants del gòtic francès, que no van ser mai un element destacat al gòtic català i que aquí han desaparegut totalment. Horitzontalment es marquen amb claredat tres pisos. A l'inferior, corresponent a les capelles laterals, s'obren uns finestrals estrets, relativament petits, que ritmen la paret i corresponen cada un a una capella interior i cada tres a l'espai entre contraforts. Als laterals s'obren també dues portes: la porta de Sombrerers i la de les Moreres. Posteriorment s'obrí una altra porta a l'absis, la porta del Born.
A banda i banda de la Porta de la Passioneria o de les Moreres de Santa Maria del Mar hi ha la inscripció commemorativa del començament de les obres. A la part esquerra hi ha la versió en llatí, mentre que a la dreta hi ha la versió en català. El text diu: «En nom de la Santa Trinitat a honor de Sancta Maria fou començada l'obra d'aquesta església lo dia de Sancta Maria de març de l'any MCCCXXIX regnant Nanfós per la gràcia de Déu Rey d'Aragó qui conques lo regne de Sardenya».
A l'interior és un temple de tres naus, amb deambulatori i sense creuer. Les naus estan formades per quatre trams i el presbiteri consta de mig tram i un polígon de set costats, tot cobert amb volta de creueria i coronat amb magnífiques claus de volta. Formalment, doncs, tenim un edifici de tres naus, però sembla com si l'arquitecte volgués donar la mateixa sensació d'espai que s'aconsegueix amb una sola nau. Per això separa molt els pilars (15 m) i iguala molt les alçades de les tres naus (1/8 menys les laterals que la central). El resultat és un espai diàfan, que defuig la compartimentació del gòtic europeu i s'inclina per una idea d'espai únic. La nau central s'il·lumina mitjançant òculs oberts entre els terrats de la nau central i les laterals. Aquest òculs es converteixen en finestrals entre les columnes del presbiteri, els quals ocupen gairebé tot l'espai disponible i contribueixen a reforçar l'efecte de les columnes amb un semicercle de llum. Les naus laterals s'il·luminen amb finestrals (un per tram, i no gaire grans) que també contribueixen a il·luminar la nau central.
Val la pena subratllar l'austeritat aconseguida pels panys de paret llisos; per les columnes octogonals netes, ja que els nervis s'aturen a nivell dels capitells en lloc d'arribar a terra; pel fet que els arcs de les naus laterals i els de la central arrenquen de la mateixa alçada (la línia d'impostes, als capitells), cosa que dona més impressió d'igualtat entre les naus, etc. Tot i això, l'austeritat que percebem actualment és molt més gran que l'original, abans que la crema de 1936 despullés l'església de retaules i ornaments.
En una de les capelles del costat de l'epístola es conserva la làpida sepulcral de marbre blanc amb la figura en relleu de Pere el Conestable de Portugal, proclamat comte de Barcelona (Pere IV), rei d'Aragó (Pere V) i de València (Pere III) durant la guerra contra Joan II d'Aragó.

### Cripta
Sota el presbiteri hi ha una petita cripta, on es conserva l'arqueta amb les restes de sant Cugat, provinents de la desapareguda església de Sant Cugat del Rec.

### Vitralls
El 1922, durant les obres de restauració dutes a termer per l'arquitecte Bonaventura Bassegoda i Amigó a les capelles laterals, aparegueren fragments dels vitralls amb escenes de l'Ascensió i del Lavatori, que semblen realitzats entre 1341 i 1385 i que es conserven al museu de l'església amb resta de fragments, que són més tardans, del segle xv.
- Rosassa de la façana. És d'estil gòtic francoflamenc amb un naturalisme molt realista propi de l'autor tolosà Antoni Llonye, realitzada l'any 1459, després de la restauració de la traceria de pedra per a substituir l'obra malmesa pel terratrèmol de 1428. La iconografia que representa és en l'espai central la coronació de la Mare de Déu, en el segon cercle es troben els símbols dels quatre evangelistes, en el tercer els apòstols i en la resta de les franges, sants, bisbes i figures d'àngels músics. El color blau destaca sobre els altres, així com el vidre blanc; la grisalla és negra, amb un traç molt dinàmic.
- Finestrals. Llueixen vitralls de l'època gòtica, un dels quals representa la Mare de Déu amb el Nen i Sant Miquel; al finestral de la capella de Sant Pere, de mitjan segle xv, se'n conserva la part superior, que correspon a la traceria, i quatre dels catorze plafons que constituïen el finestral complet. L'altre vitrall és el del Judici Final, realitzat per Severí Desmasnes d'Avinyó el 1494, i format per quatre llancetes de sis plafons cadascuna, amb una traceria de quatre trilobats a la base amb querubins vermells i una rosassa remodelada que presenta l'escut de l'església. El Judici Final es representa de manera continuada en els quatre plafons amb una composició de diversos personatges en colors bastant intensos de to aconseguint un gran contrast entre clars.

### Fonamentació
El sistema de fonamentació de Santa Maria del Mar, documentat durant una intervenció arqueològica el 2007, denota un acurat programa d'actuació, que va començar per l'enderrocament dels edificis preexistents (bastits en una època compresa entre la tardoantiguitat i l'alta Edat Mitjana), els fonaments dels quals s'utilitzaren com a elements de trava dels del nou temple. Aquests consisteixen en un llit de morter de calç que regularitzava el terreny i sobre el qual es va construir un basament de carreus de mida mitjana, disposats en filades regulars i que arriben a tenir una fondària de gairebé 3 m. Seguidament, es va aixecar el mur de tancament perimetral i el sistema de pilastres entre les capelles i la base dels contraforts.

## Cultura popular
Històricament, Barcelona era coneguda pels estrangers com la ciutat de les tres catedrals, ja que es considerava que, a banda de la Catedral de Barcelona, l'església de Santa Maria i l'antic temple destruït de Santa Caterina eren considerades edificis de gran bellesa i riquesa patrimonial. Per aquest motiu, popularment la basílica fou coneguda com la «Catedral sense claustre», la «Seu de la pescateria», la «Seu del Born» o la «Seu del Mar».
La construcció de l'església és l'assumpte principal de la coneguda novel·la L'església del mar d'Ildefonso Falcones, inspirada en Els Pilars de la Terra de Ken Follett. També hi ha referències al temple en l'obra de Carlos Ruiz Zafón El joc de l'àngel i a la novel·la juvenil Els savis de l'Acadèmia dels Desconfiats d'Àfrica Ragel.

## Galeria

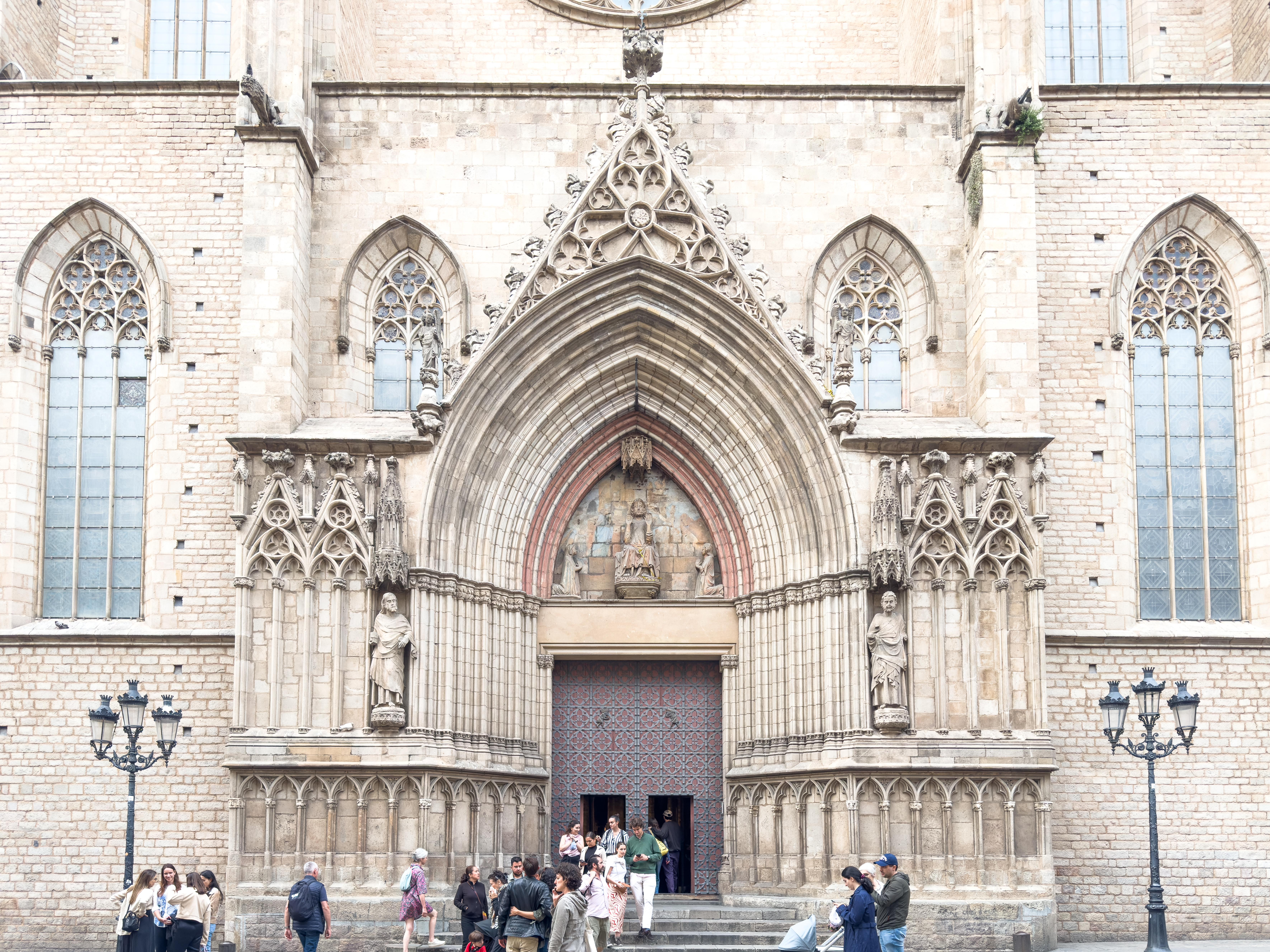
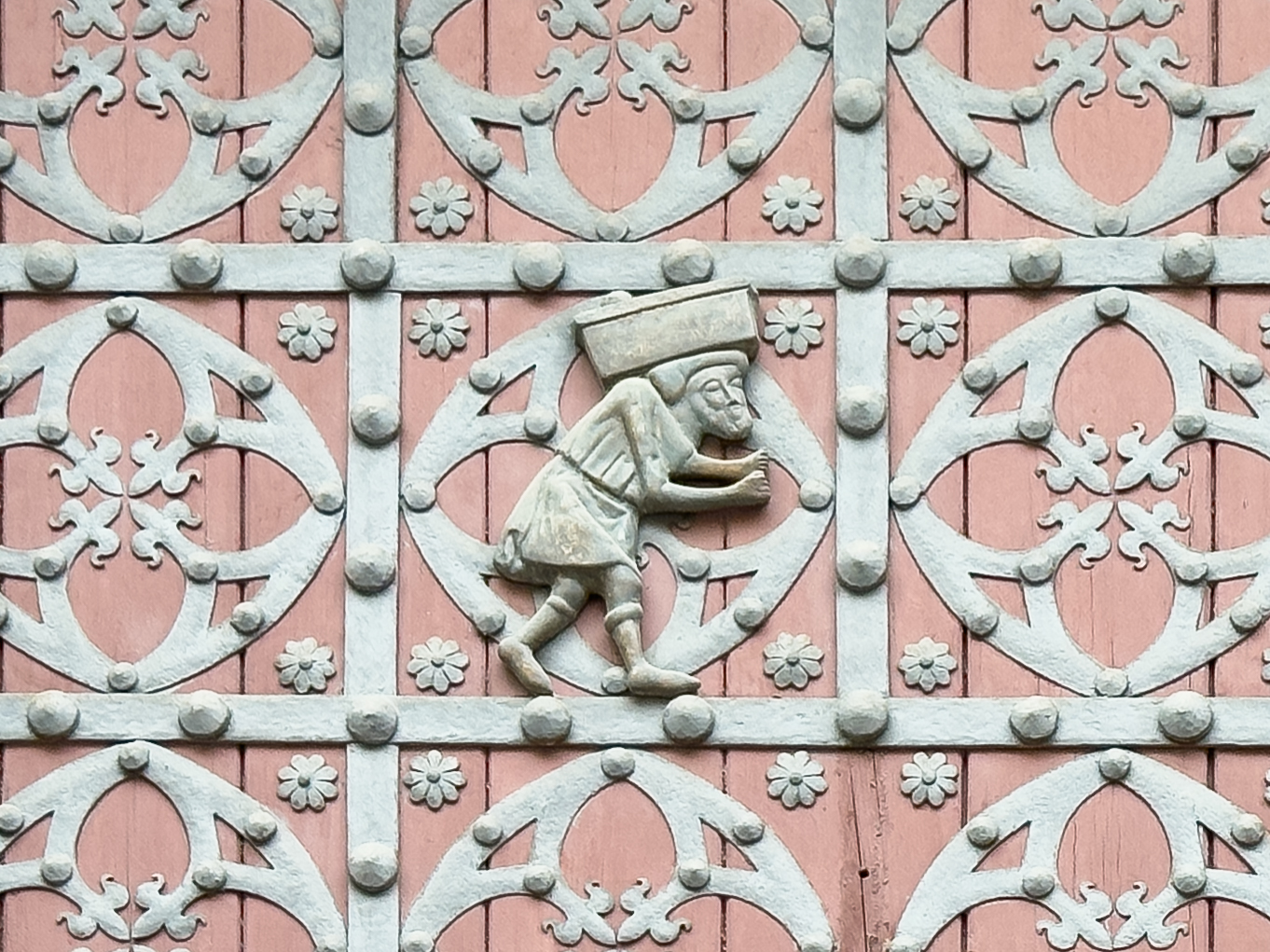
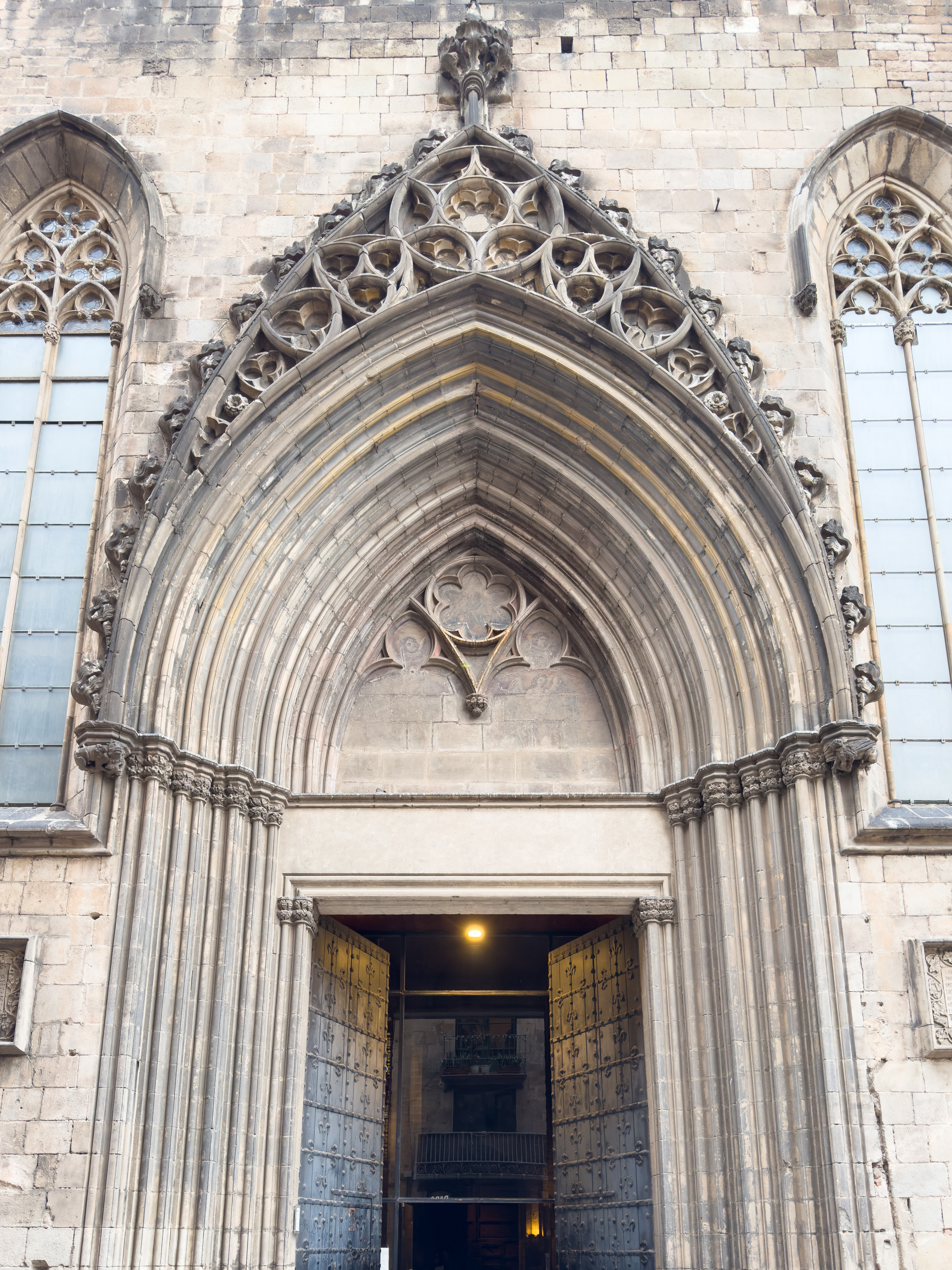
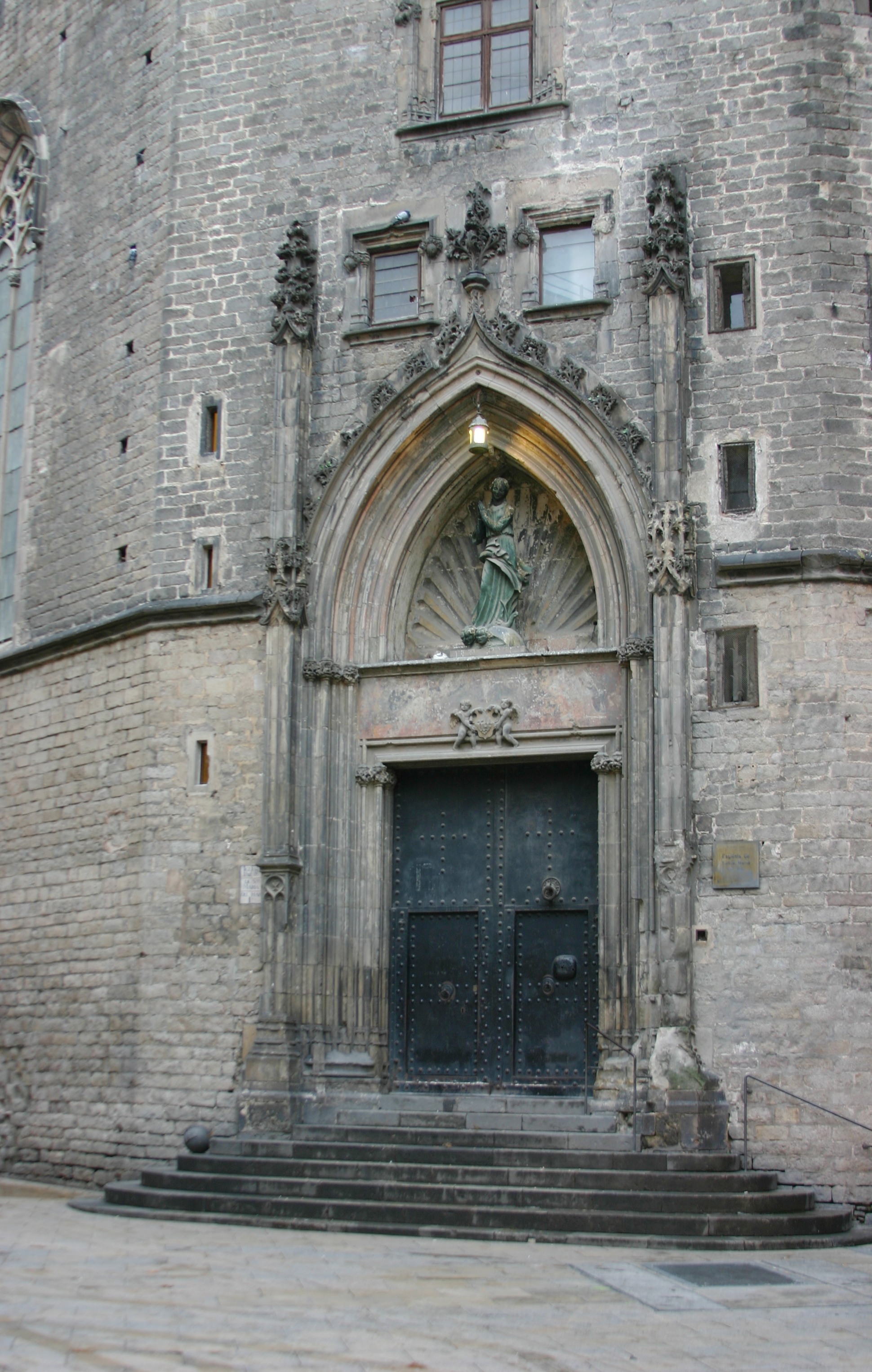
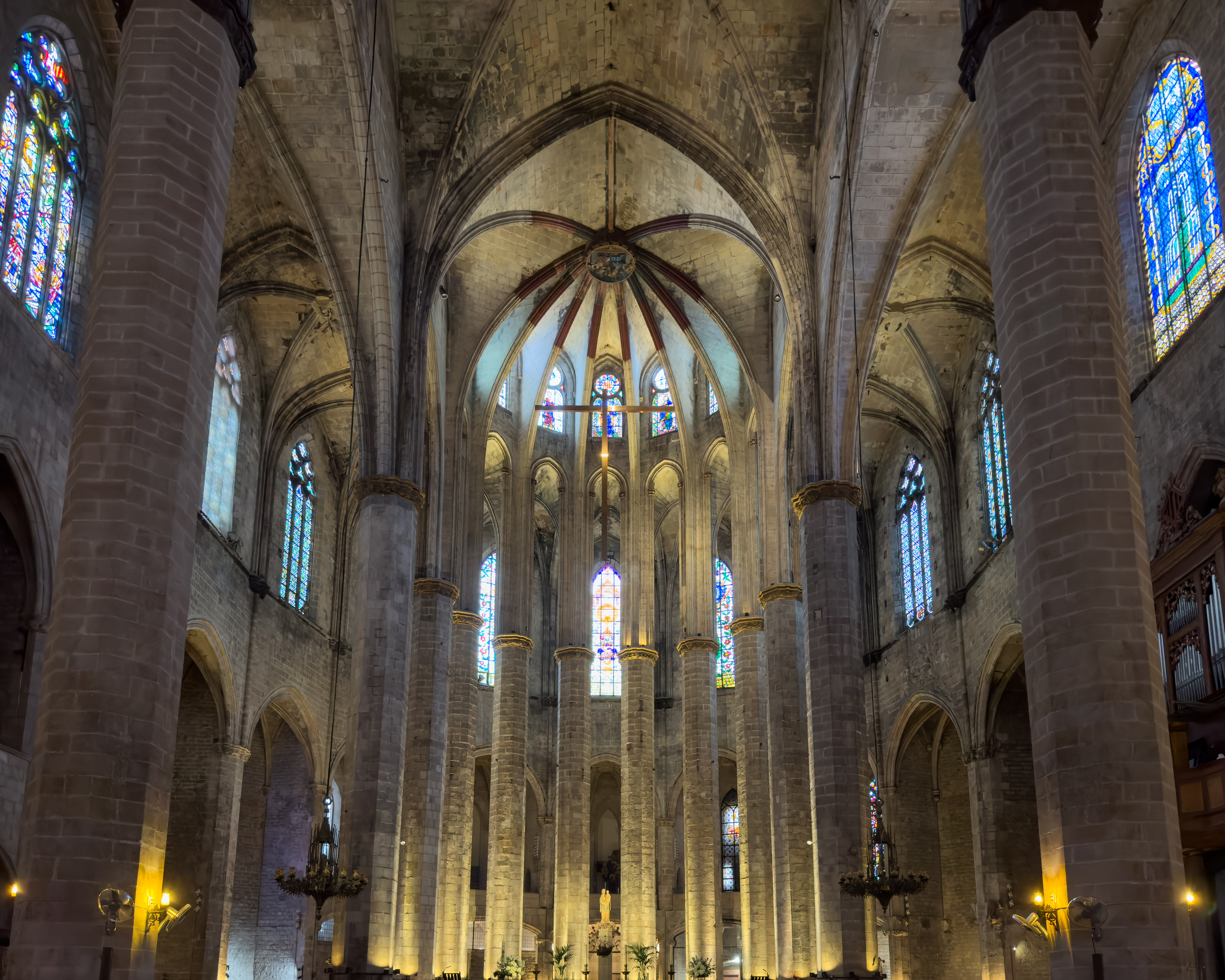
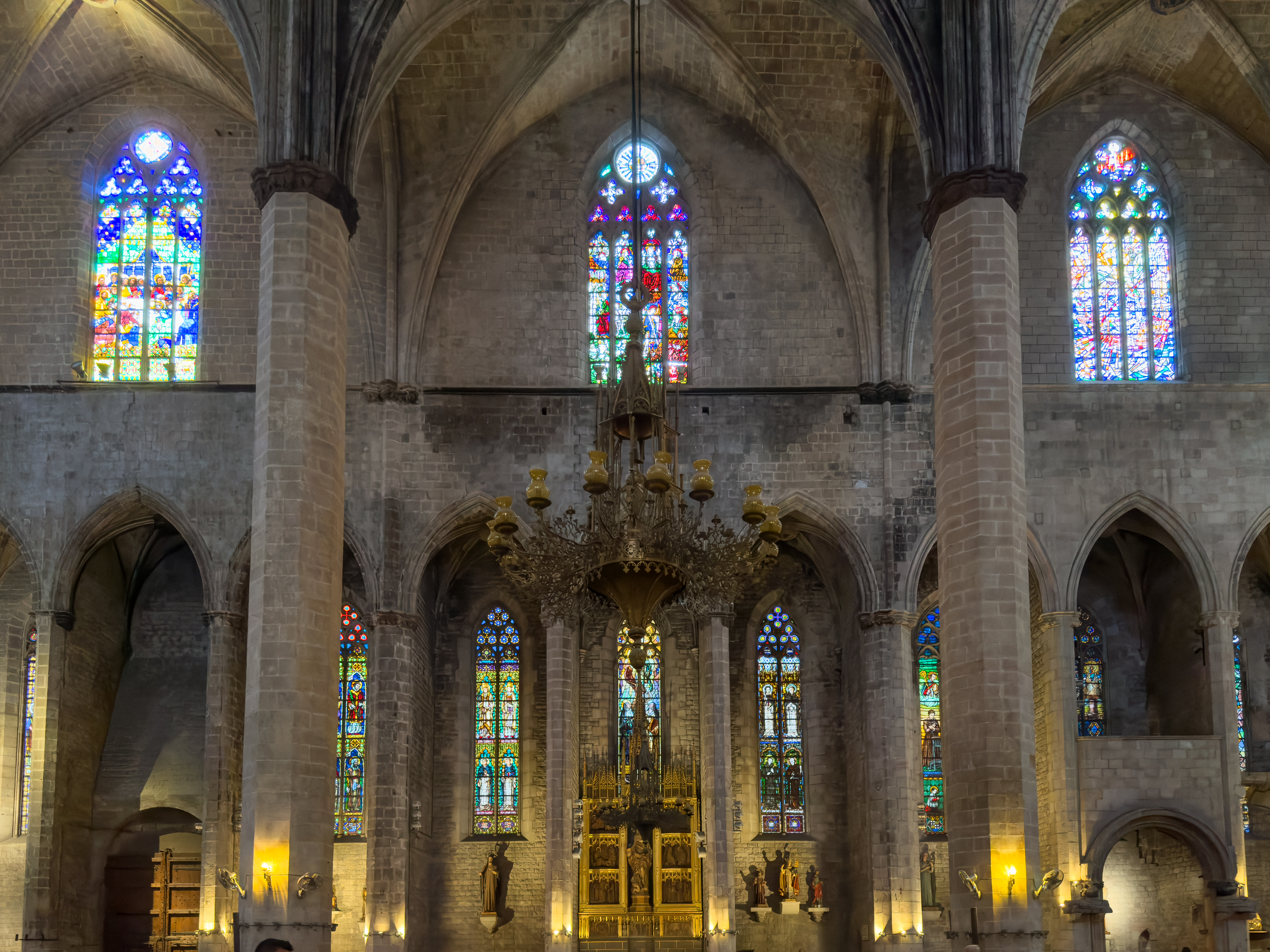
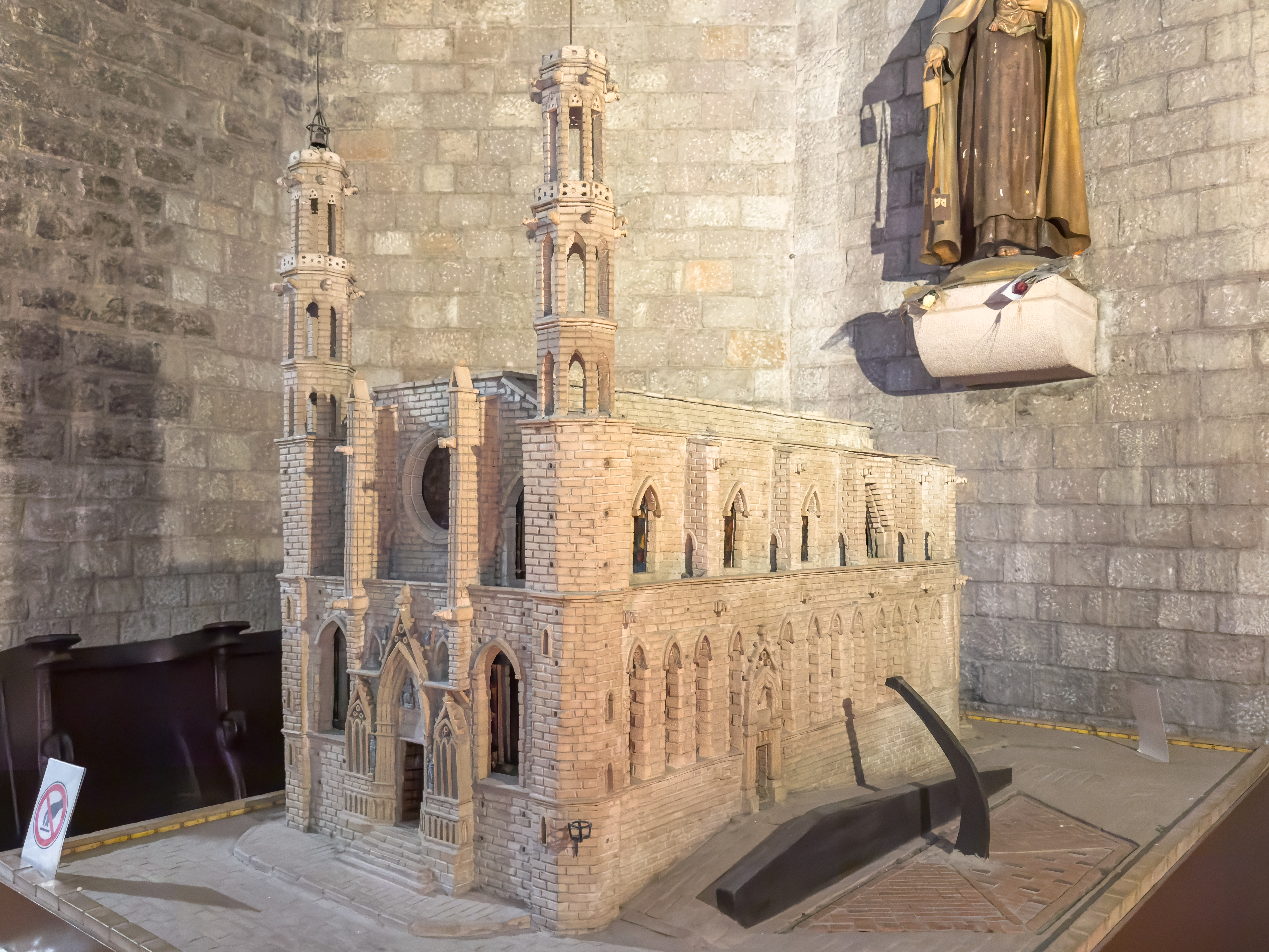
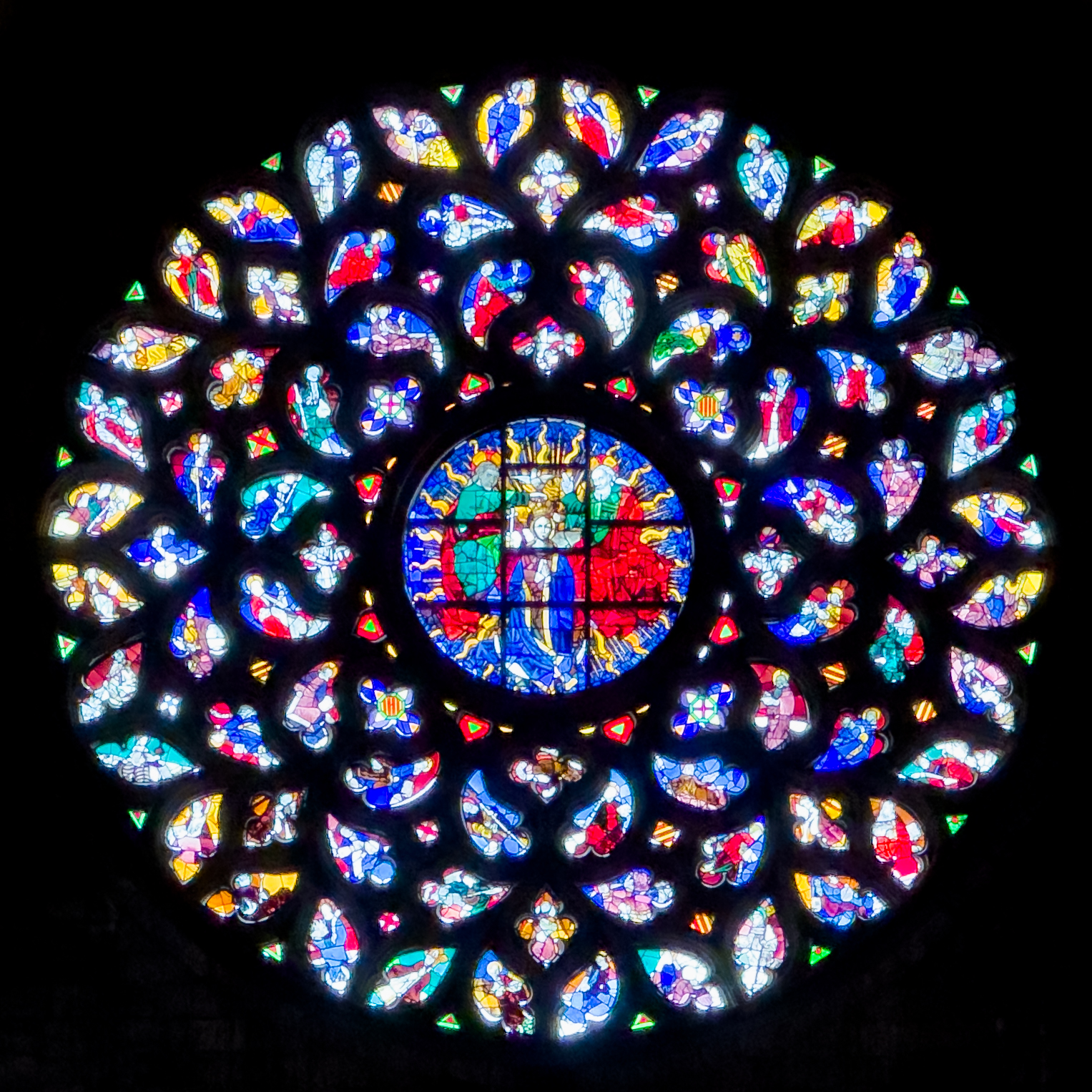
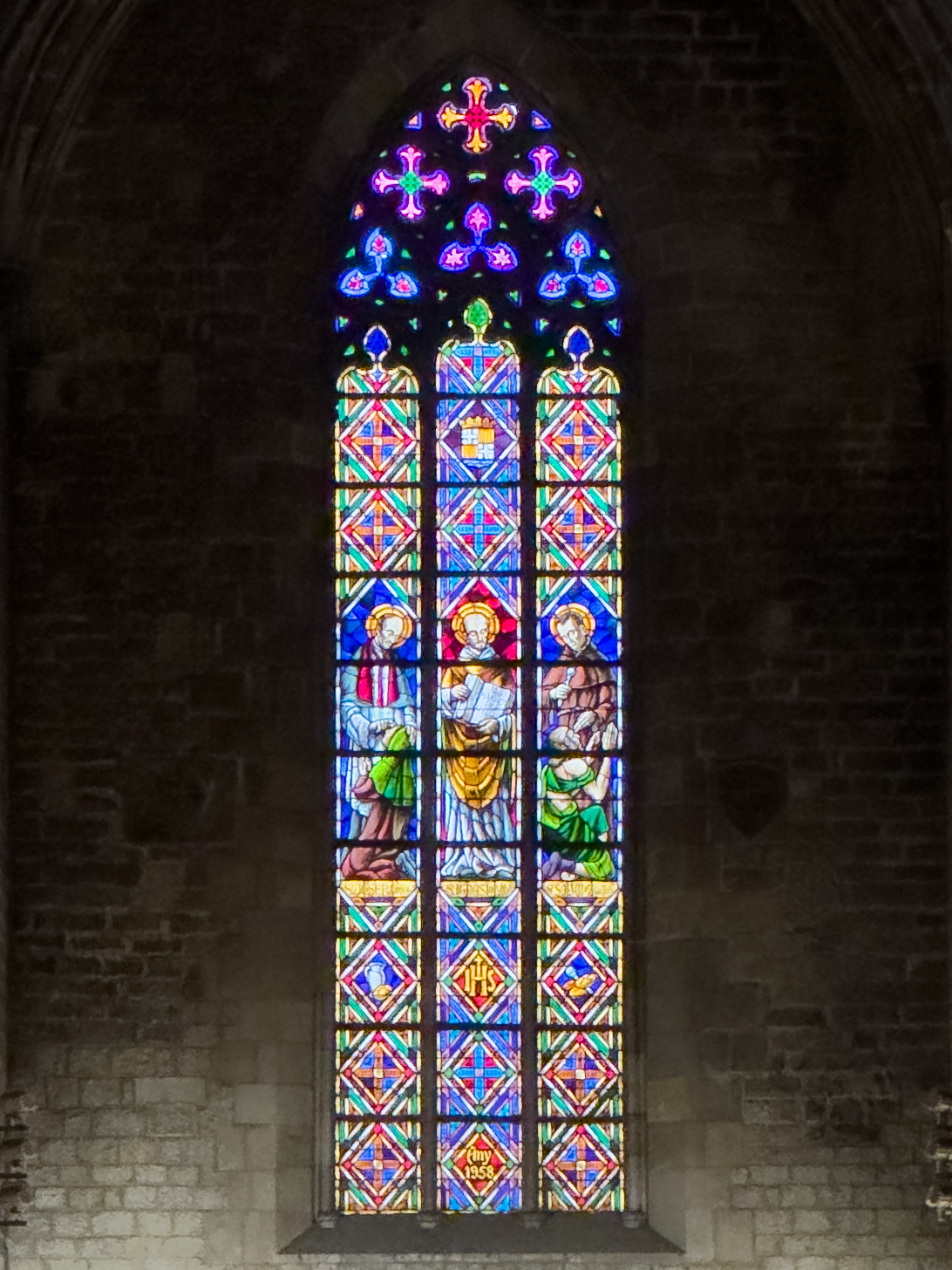